# 草笛
草笛（くさぶえ）とは、草木の葉や茎、ポリエチレンで作られたバラン(Baran leaf)を口にくわえて音やメロディーを奏でる楽器。
使用される植物はタンポポ、カラスノエンドウ、ツユクサ、スパティフィラム、シラカシ、サカキなどのほかに、現代の素材ポリエチレンを用いて演奏するバラン(Baran leaf)がある。種類、構造は多彩であり、古来子供の手作りの玩具として親しまれてきた。「うつほ物語」など、中世文学作品にも、草笛への言及がある。かつては、草刈り笛（草刈笛）とも呼ばれていた。

## 草笛の例

### タンポポ
タンポポの茎をリコーダー代わりにする。茎を5cm程度に切り、片方を指で軽くつぶす。潰した方を口にくわえ、吹くことにより音が出る。音程は、息の強さ、頬のふくらませ方で変えることにより簡単な曲が演奏できる。

### 笹笛
笹の葉を口に当て、そこから漏れる際に発生する振動で音を出す。音程は息の強さ、頬のふくらませ方で変える。

### 柴笛
樫や椎、椿の葉の縁を巻き、唇にあてて吹く。

### 葦笛
葦の葉から芯を引き抜き、芯をさらにむいて巻いたものを吹く（アシのアブ笛）。

### 麦笛
麦の葉の先端の芯の葉を巻いて吹く。葦笛などより吹き方が容易で、音色も良い。「滑稽雑談」「年波草」など、俳諧の書物にも、麦笛への言及があり、俳諧の季題となっていた。